# Всесвітня виставка 1906

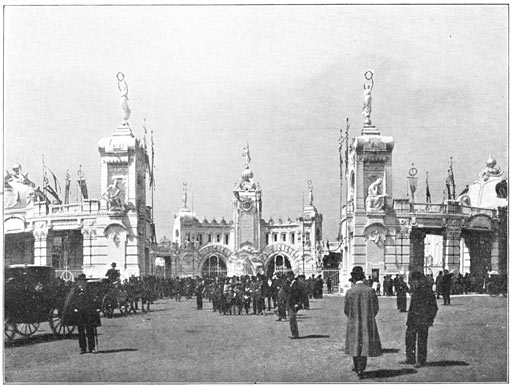
Центральний вхід на всесвітню виставку Експо-1906 Мілані

Експо-1906 (італ. L'Esposizione Internazionale del Sempione, англ. The Great Expo of Work) — всесвітня виставка, яка проводилася в місті Мілан, Італія з 28 квітня по 31 жовтня 1906 року.

## Відкриття виставки
Перша в Італії Всесвітня виставка була відкрита 28 квітня 1906 року. Вона була приурочена до відкриття залізничного сполучення Париж — Мілан та пуску в експлуатацію у травні 1906 року Симплонського тунелю в  Альпах, який з'єднав Італію і Швейцарію, найбільш протяжному на той момент залізничному тунелю довжиною майже 20 кілометрів.

## Параметри виставки
Тема виставки — «Морський і наземний транспорт».
У проведенні Експо-1906 взяли участь, крім європейських країн, також Китай та Японія.
Площа виставкових експозицій склала понад 100 гектарів.
Виставку відвідало близько 10 млн осіб з усього світу.
Мілан став національним і міжнародним героєм всесвітньої виставки і показав всьому світу зростаючий промисловий потенціал міста, сполученого завдяки  Симплонському тунелю з багатьма великими столицями Європи.
На Експо-1906 було представлено 200 павільйонів. Також на виставці в Мілані була створена Міжнародна комісія з гігієни праці, що діє дотепер. Побудований міланський акваріум, який продовжує функціонувати.